# MAXIMUM TRANCE
『MAXIMUM TRANCE』（マキシマム・トランス）は、日本の女性ダンス・ボーカルグループMAXの2枚目のリミックスアルバムである。

## 概要
- MAXの数々のヒット曲をトランス・リミックスで収録。
- 初回限定盤のみ特殊パッケージ仕様。
- MAXにとって初のコピーコントロールCDでの発売となる。
- 後にアナログ盤が発売された。

## 収録曲
1. Give me a Shake (Sunrise of consuegra mix)
リミックス：Orbitribe
6thシングル。
2. Love is Dreaming (Kenn Nagai Maximum Mix)
リミックス：Kenn Nagai
7thシングル。
3. Shinin' on - Shinin' love (Dub's Pop Trance Vocal Remix)
リミックス：Izumi "D.M.X." Miyazaki
8thシングル。
4. Ride on time (LOVE MACHINE MIX)
リミックス：LOVE MACHINE
10thシングル。
5. Love impact (LOVE MACHINE MIX)
リミックス：LOVE MACHINE
12thシングル。
6. あの夏へと -(3key Remix)
リミックス：83key
13thシングル。
7. 銀河の誓い (GIGABREAK empire Mix)
リミックス：GIGABREAK
14thシングル。
8. Spring rain (dancing in the rain edit)
リミックス：Minimalistix (Brian Koner & Jaimie) @ Dynamix studios - Belgium
23rdシングル。
9. Never gonna stop it (Huge the shines 37 mix)
リミックス：Huge
16thシングル。
10. always love (Birth congratulation mix)
リミックス：T2ya
19thシングル。
11. Perfect Love (Future is now mix)
リミックス：T2ya
20thシングル。
12. Seventies (mike koglin remix edit)
リミックス：mike koglin
4thシングル。
13. 一緒に･･･ (DJ Remo-con Remix)
リミックス：DJ Remo-con
15thシングル。

## MAXIMUM TRANCE EP

### 概要
- 『MAXIMUM TRANCE』から4曲がアナログ・カットされ、2002年11月15日に発売。

### 収録曲
side A
1. 一緒に･･･ (DJ Remo-con Remix)
リミックス：DJ Remo-con
15thシングル。
2. Seventies (mike koglin remix edit)
リミックス：mike koglin
4thシングル。

side AA
1. Give me a Shake (Sunrise of consuegra mix)
リミックス：Orbitribe
6thシングル。
2. Spring rain (dancing in the rain extended)
リミックス：Minimalistix (Brian Koner & Jaimie) @ Dynamix studios - Belgium
フルレングスで収録。
23rdシングル。